# Condado de Franklin (Indiana)
O Condado de Franklin é um dos 92 condados do estado americano de Indiana. A sede do condado é Brookville, e sua maior cidade é Brookville. O condado possui uma área de 1 014 km² (dos quais 14 km² estão cobertos por água), uma população de 22 151 habitantes, e uma densidade populacional de 22 hab/km² (segundo o censo nacional de 2000). O condado foi fundado em 1811.